# Oasi di Ponte Barca
L'Oasi di Ponte Barca (detta anche Barca di Paternò) è un'area naturale protetta che si trova nel territorio di Paternò, in provincia di Catania.

## Descrizione
Il sito sorge a 3 miglia dal centro abitato, nell'omonima contrada, ed è così detto perché vi si trovano le rovine di un antico ponte sul fiume Simeto, sul quale prima dell'edificazione del manufatto vi attraversavano numerosi barconi.
Il paesaggio è caratterizzato dalla presenza di numerose anse, isolette fluviali, ampi acquitrini temporanei, vaste aree a bosco ripale e canneti. Zona umida, la presenza di una diga ha determinato la formazione di un invaso che attira numerosi uccelli acquatici.

## Area protetta
Nel 2009 un decreto emesso dall'assessorato regionale all'Agricoltura 
ha stabilito che il sito di contrada Ponte Barca è un'oasi di protezione e rifugio della fauna selvatica, quest'ultima formata da 70 specie diverse di uccelli migratori acquatici, e riconosciuto di interesse comunitario.
L'importanza dell'oasi paternese è dovuta anche al fatto che è diventata luogo di nidificazione del pollo Sultano, che è tornato a riprodursi negli anni settanta, grazie a un progetto realizzato nell'oasi del Simeto in collaborazione con la LIPU.